# Las Choapas
Las Choapas es una localidad del estado mexicano de Veracruz. Es cabecera del municipio de Las Choapas.

## Demografía
| Censo | Población |
| ----- | --------- |
| 1930  | —         |
| 1940  | 4 413     |
| 1950  | 6 706     |
| 1960  | 11 189    |
| 1970  | 20 166    |
| 1980  | 35 807    |
| 1990  | 43 868    |
| 1995  | 42 132    |
| 2000  | 41 426    |
| 2005  | 40 773    |
| 2010  | 42 693    |
| 2020  | 46 909    |